# كريستيان تيسيي
كريستيان تيسي. (بالفرنسية: Christian Tissier)، ولد في باريس سنة 1951، هو واحد من معلمي الأيكيدو الأوروبين الأكثر شهرة. من رواد الفن في فرنسا. و أحد البارزين في الفيدرالية الفرنسية للأيكيدو، أيكي بودو و الألفة.
بدأ ممارسة الأيكيدو في صغره عام 1962، حيث تتلمذ على (Mutsuro Nakazono) في باريس حتى ذهب إلى طوكيو في عام 1969. منظمة الأيكيكاي هومبو دوجو، في سن الثامنة عشر، وتدرب مدة سبع سنوات. من بين المعلمين الذين تعلم عليهم سيغو ياماغوتشي (Seigo Yamaguchi)،كيصابيرو أوزاوا ( Kisaburo Osawa)، و كيشوماري أيوشيبا.
و في عام 1976 عاد إلى فرنسا وأنشأ في فانسان (Le Cercle Tissier)، والذي يعرف الآن بالأيكيدو؛ ولكن يقدم أيضا أنشطة أخرى في مجال فنون الدفاع. هذا ويقوم بتدريب المعلمين ومعظمهم مندوبين في الفيدرالية الفرنسية للأيكيدو ( FFAAA)، حصل على 7 دان شيهان في 1997. و في 12 يناير 2016 ترقى إلى 8 دان من قبل موريتوري أويشيبا.

## روابط خارجية
- Site officiel
- Entretien avec Christian Tissier
- « Aïkido: Du geste pur naît la grâce » نسخة محفوظة 9 يناير 2012 على موقع واي باك مشين., 6 janvier 2012